# Соковнин, Юрий Алексеевич
Юрий Алексеевич Соковни́н (1924—1983) — советский актёр театра и кино. Заслуженный артист РСФСР (1974), Заслуженный деятель культуры Польши (1976).

## Биография
Ю. А. Соковнин родился 11 марта 1924 года в Москве.
Участник Великой Отечественной войны с октября 1942 года, гвардии ефрейтор. Член ВКП(б) с 1946 года.
В 1954 году окончил опереточное отделение ГИТИСа, великолепно пел и двигался на сцене.
С 1954 года в МАТС, один из ведущих актёров. Блистательный комик, исполнитель гротесковых эпизодических ролей, выделялся необыкновенно выразительной мимикой, неповторимым голосом и характерными ужимками, бесподобно играл пьяных и считался чуть ли не лучшим в Москве исполнителем ролей алкоголиков, знал огромное количество озорных частушек и весёлых куплетов, сыпал шутками и развлекал коллег и друзей.
Популярность принесла роль пана Таксиста (пана Юрека) в телевизионном «Кабачке 13 стульев». Впервые появившись в роли пана Неизвестного, со временем стал одним из постоянных участников этого телешоу. Его персонаж демонстрировал отрицательные качества работников этой профессии: туповатость, эгоизм, хамоватость, малообразованность, расчётливость, одиозный практицизм, хитрость, любовь к деньгам.

Пан Юрек, таксист. На чаевые смотрит свысока, однако никогда не теряет их из виду.— Ведущий Кабачка

Пан Юрек, таксист. Всё время порывается выйти в люди, хотя те ничего плохого ему не сделали. — Ведущий Кабачка

Кругом сплошная духовная пища, а закусить нечем.— Пан Юрек

Единственное музыкальное произведение, которое я знаю — это звонок об окончании рабочего дня.— Пан Юрек
Ю. А. Соковнин умер 16 января 1983 года. Похоронен в Москве на Ваганьковском кладбище (37 участок).

## Фильмография
- 1960 — Десять шагов к Востоку — приятель Италмаза
- 1963 — Короткие истории
- 1969 — Швейк во Второй мировой войне — горожанин
- 1969 — Две комедии Бранислава Нушича
- 1969 — Вчера, сегодня и всегда — грабитель
- 1971 — Офицер флота — шофёр
- 1971 — Малыш и Карлсон, который живёт на крыше — Филле, жулик
- 1971 — Когда море смеётся — О’Дей
- 1973 — Чёрный принц — жулик, сообщник Бийчука
- 1973 — Семнадцать мгновений весны — шофёр Бормана
- 1973 — Возврата нет
- 1973 — Безумный день, или Женитьба Фигаро — Дубльмен
- 1974 — Маленькие комедии большого дома — нервный хорист Юрик
- 1978 — Таблетку под язык — Поляница
- 1979 — Сцены из семейной жизни — муж Раи
- 1982 — Ревизор — Свистунов

### «Фитиль»
- 1973 — «Розетка». Фитиль № 131[3]

#### Сериалы
- 1968—1981 — Кабачок «13 стульев» — пан Таксист (пан Юрек)

### Озвучивание
- 1973 — Айболит и Бармалей (мультипликационный) — Крокодил / зубастый разбойник / долговязый разбойник  / рыжебородый разбойник
- 1974 — Федорино горе (мультипликационный) — Тараканы / Курица (нет в титрах)

## Награды и премии
- Заслуженный артист РСФСР (1974)
- Заслуженный деятель культуры Польши (1976)
- Медаль «За отвагу» (20.5.1945)